# Distretto di Parbhani
Il distretto di Parbhani è un distretto del Maharashtra, in India, di 1 491 109 abitanti. È situato nella divisione di Aurangabad e il suo capoluogo è Parbhani.